# فيرو تشاندا بيا مبوتو
فيرونيك تشاندا بيا مبوتو (بالفرنسية: Véro Tshanda Beya Mbutu) هي مُمثلة كونغولية. فازت بجائزة الأكاديمية الأفريقية للأفلام لأفضل ممثلة في دور رئيسي عن دورها في فيلم فيليسيتي.

## طفولتها
ولدت فيرونيك مبوتو ونشأت في كينشاسا عاصمة جمهورية الكونغو الديمقراطية.

## مسارها

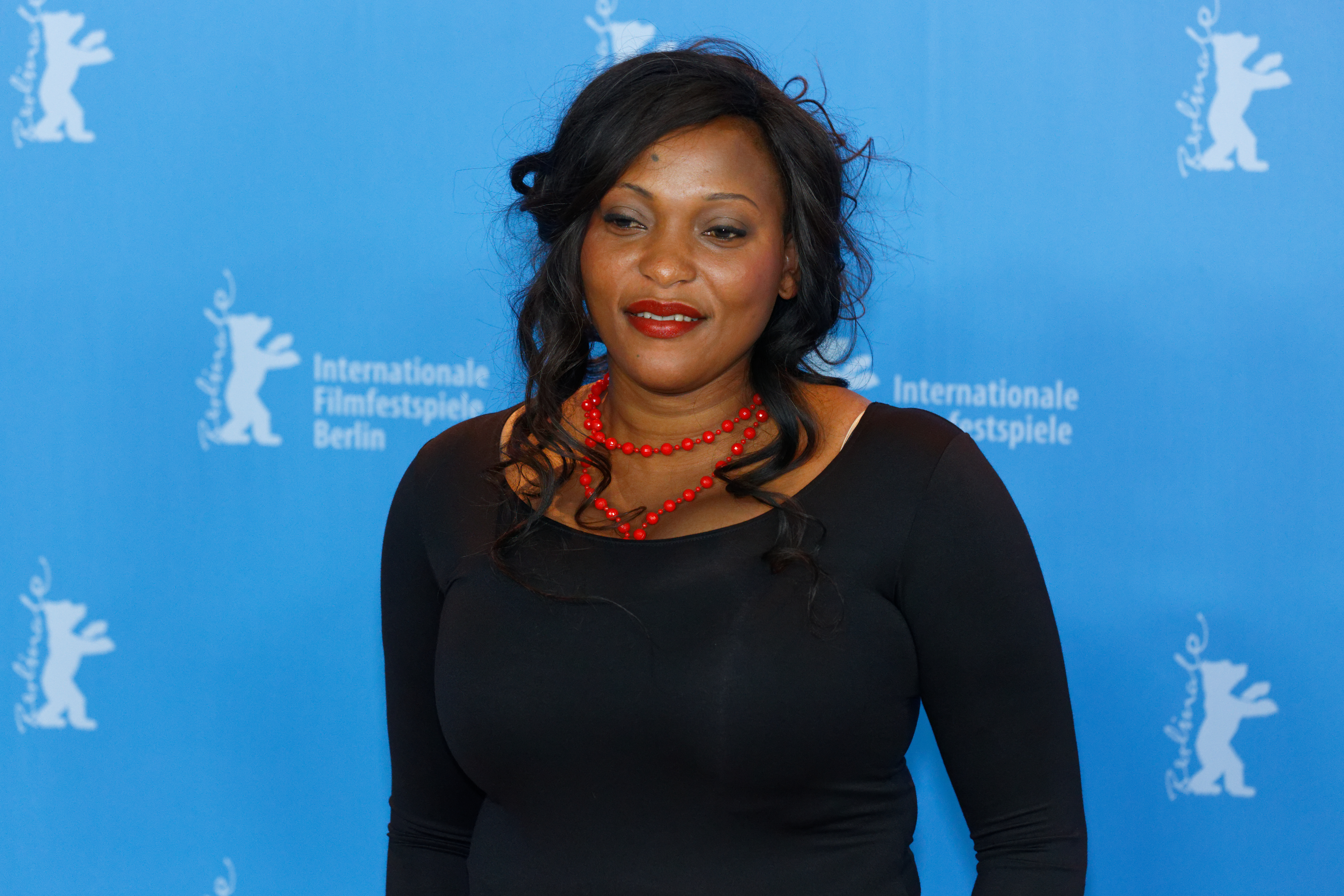
فيرو تشاندا بيا في جلسة التصوير مع Félicité في برلينالة 2017

في عام 2017، لعبت دور البطولة في فيلم فيليسيتي، الذي عُرض في مهرجان برلين السينمائي الدولي السابع والستين. صرحت فيما بعد عن أنها كانت مُتحمسة لفكرة لعب دور يُصور النساء على أنهن يعتمدن على أنفسهن ولا يعتمدن على الرجال في إنجاز الأمور. فازت بجائزة أفضل ممثلة في حفل توزيع جوائز أكاديمية الأفلام الأفريقية الثالث عشر في لاغوس في نيجيريا. كما رُشح هذا الفيلم ليكون الترشيح الرسمي للسنغال لنيل جائزة الأوسكار لأفضل فيلم بلغة أجنبية في حفل توزيع جوائز الأوسكار التسعين، وهُو كذلك أول فيلم سنغالي يُرشح لنيل هاته الجائزة. وصفت صحيفة التايمز أداء المُمثلة في فيلم فيليسيتي بأنه «محوري وبطولي ويستحق الحصول على جوائز».

## روابط خارجية
فيرو تشاندا بيا مبوتو على موقع IMDb (الإنجليزية)
- فيرو تشاندا بيا مبوتو على موقع كينوبويسك (الروسية)